# Le Mamelouk Roustam Raza
Le Mamelouk Roustam Raza (ou Le Mamelouk Raza Roustam, Portrait de Raza Roustam (1780-1845), mamelouk ou simplement Roustam Raza) est un portrait du mamelouk de la Garde impériale, majordome et garde du corps de Napoléon Ier Roustam Raza peint par le peintre français Jacques-Nicolas Paillot de Montabert en 1806, et conservé au musée de l'Armée de Paris.

## Description
Peinture à l'huile sur toile, l'œuvre aurait été commandée à l'occasion du mariage de Roustam Raza avec Alexandrine Doudeauville (ou Douville), fille du premier valet de chambre de l'impératrice Joséphine de Beauharnais. Le tableau a probablement été commandé par Roustam Raza lui-même.
Roustam Raza y est présenté de trois-quarts dans un costume traditionnel oriental, avec un turban et une écharpe brodées d'étoiles et de croissants de lune (symbole de l'Islam) et un sabre et un poignard. Sur sa bandoulière, un aigle (symbole de Napoléon Ier), une inscription en caractères arabes et le monogramme « R » (pour Roustam), et même un Némès sur le sabre sont visibles.
C'est l'un des rares portraits où Roustam est représenté seul, sans l'Empereur.

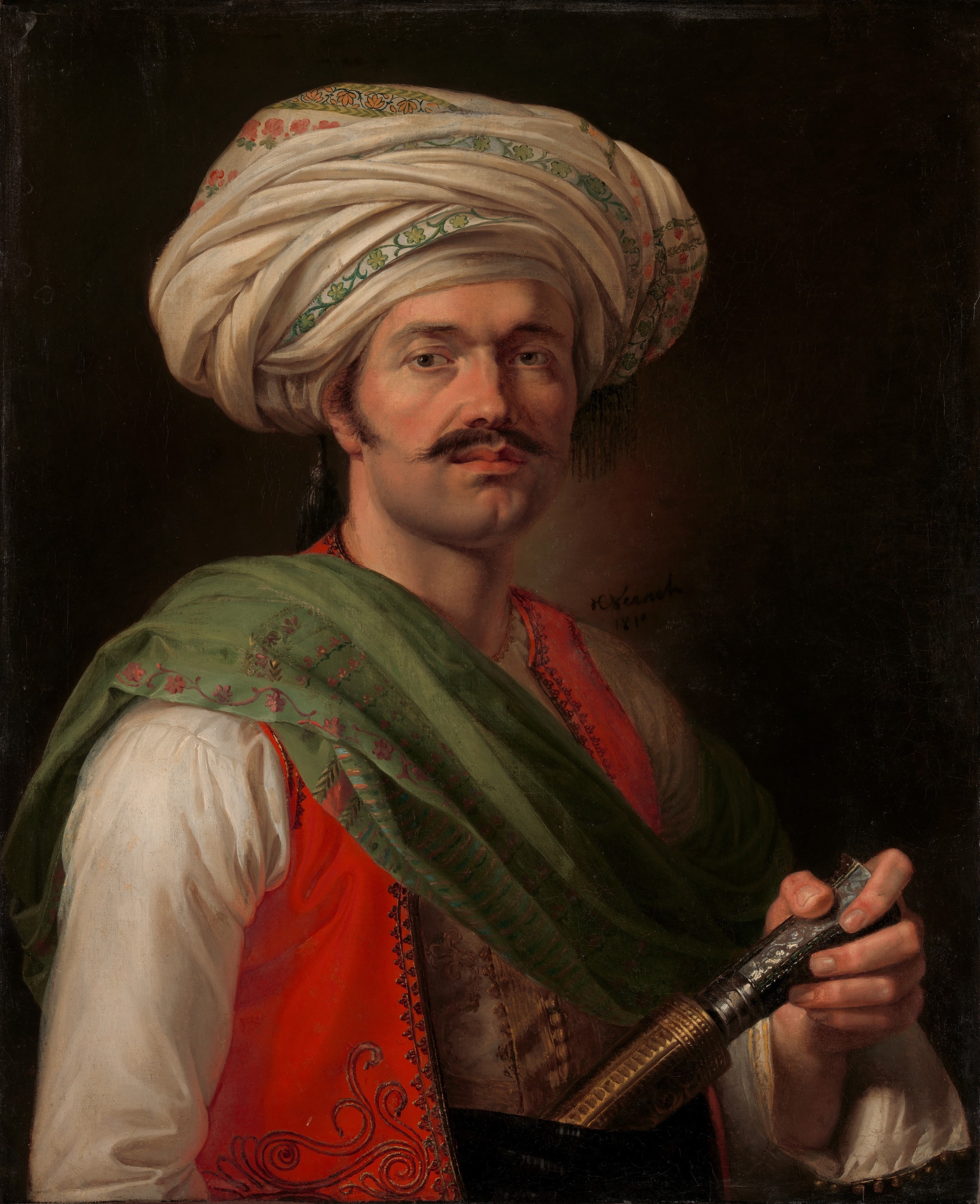
Autre portrait supposé être Roustam Raza, par Horace Vernet.
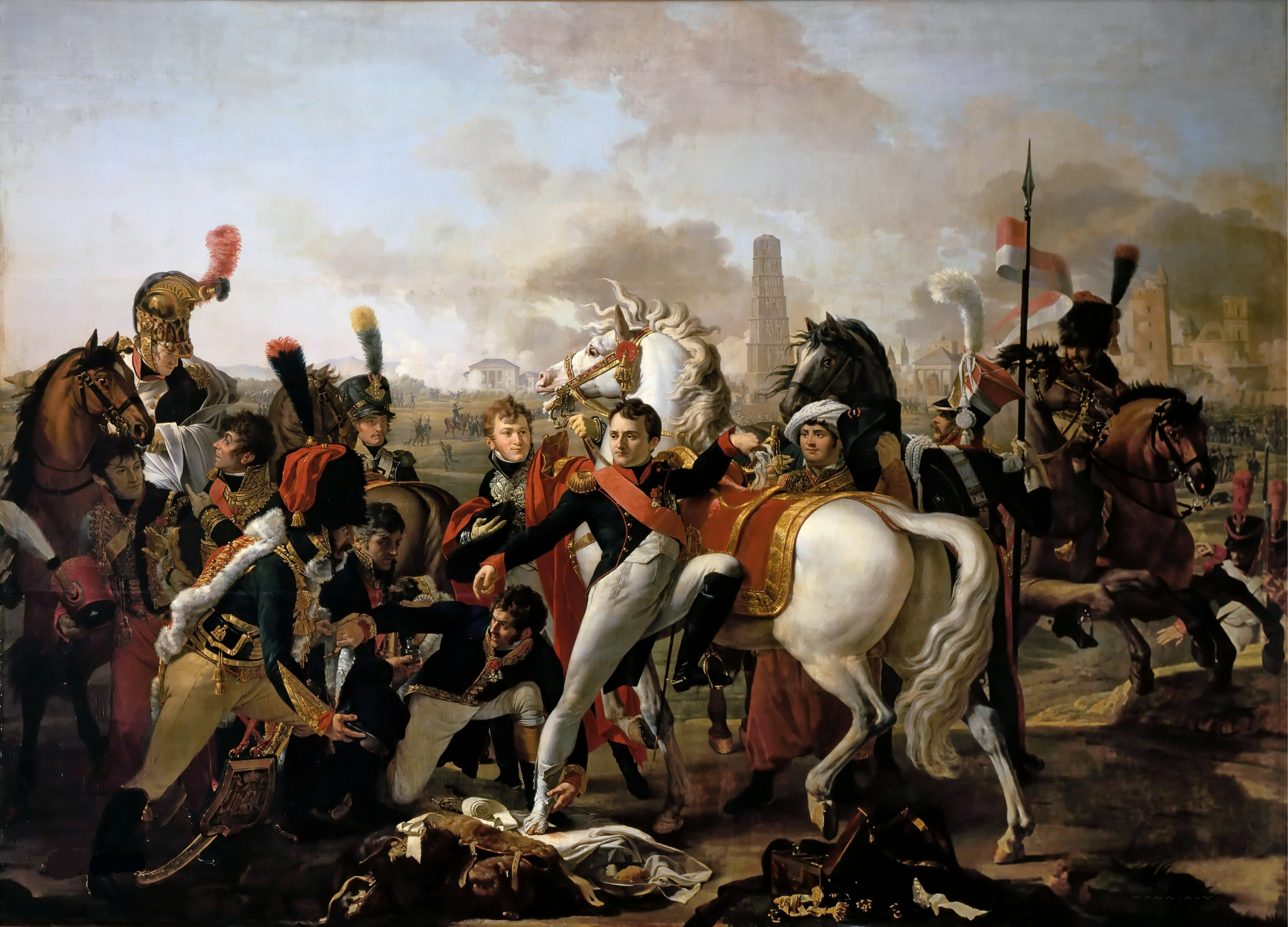
Napoléon descend de cheval blessé au pied à Ratisbonne, aidé du chirurgien Yvan, le 23 avril 1809, par Claude Gautherot. Roustam Raza est visible derrière l'Empereur.

## Conservation
L'œuvre est conservée et exposée au musée de l'Armée de Paris. Elle a été donnée en 1901 au musée par l'exécuteur testamentaire de Roustam Raza, Pierre-Albert Beaufeu.